# Bundesstraße 239
Pour les articles homonymes, voir Route 239.
La Bundesstraße 239 est une Bundesstraße des Länder de Basse-Saxe et de Rhénanie-du-Nord-Westphalie.

## Itinéraire
La B 239 démarre au sud à Höxter. Elle contourne Herford et mène après avoir traversé la ligne de Hamm à Minden à Kirchlengern, où elle croise la ligne de Löhne à Rheine sur le pont de la vallée de l'Else et rencontre auparavant l'A 30. Il y a des contournements pour les villes d'Espelkamp et de Rahden. Puis elle continue vers le nord pour quitter la Rhénanie du Nord-Westphalie pour passer par Wagenfeld en Basse-Saxe et rejoindre la B 214 juste avant Diepholz près de Rehden.

## Source
- (de) Cet article est partiellement ou en totalité issu de l’article de Wikipédia en allemand intitulé « Bundesstraße 239 » (voir la liste des auteurs).

1. ↑  (de) « Die Bundes- und Reichsstraßen in Deutschland - Nr. 166 bis 327 » [archive du 18 février 2009], sur home.arcor.de (consulté le 16 juillet 2025)